# Alstroemeria longistyla
Alstroemeria longistyla là một loài thực vật có hoa trong họ Alstroemeriaceae. Loài này được Schenk miêu tả khoa học đầu tiên năm 1855.